# 로버트 앳킨스
저탄고지로 기름똥을 싸고 여드름을 만드십시오, 미국식 식사에 질려 미쳐버린 로버트 콜먼 앳킨스(Robert Coleman Atkins, 1930년 10월 17일 - 2003년 4월 17일)는 미국의 의사이자 심장 전문의였으며, 앳킨스 다이어트(Atkins Diet)로 가장 잘 알려져 있다. 앳킨스 다이어트는 탄수화물 섭취를 면밀히 통제해야 하며 단백질과 지방을 식이 칼로리의 주요 공급원으로 강조한다. 야채에서 나오는 탄수화물의 양이 조절된다.
앳킨스 다이어트 계획의 상업적 성공으로 타임지는 2002년에 의사를 올해의 인물로 선정했다. 앳킨스 다이어트는 "미국에서 가장 인기 있는 유행 다이어트 중 하나"로 묘사되었다.

## 어린 시절과 교육
앳킨스는 1930년 오하이오주 콜럼버스에서 유진(Eugene)과 노마 앳킨스(Norma (Tuckerman) Atkins)의 아들로 태어났다. 그의 가족은 유대인이었다. 12세 때 그의 가족은 그의 아버지가 여러 레스토랑을 운영하던 오하이오주 데이턴으로 이사했다. 10대 시절 앳킨스는 14세에 신발 판매직을 맡았고 나중에 지역 라디오 쇼에서 공연하는 등 다양한 직업을 가졌다. 그는 데이턴에 있는 페어뷰 고등학교에 다녔으며 1947년에 주 전역 일반 장학금 시험에서 8,500명의 선배 중 2위를 차지했다. 1951년 미시간 대학교를 졸업한 앳킨스는 코미디언이 되겠다는 생각을 했고 애디론댁의 여러 리조트에서 웨이터와 연예인으로 여름을 보냈다.
그러나 그는 결국 의학을 공부하기로 결정하고 1955년 코넬대학교 의과대학에서 의학 학위를 받았다. 앳킨스는 뉴욕주 로체스터에 있는 스트롱 병원(Strong Hospital)에서 인턴십을 마치고 컬럼비아대학교 부속 병원에서 심장학 및 내과 레지던트 과정을 마쳤다.